# دانيال مور (لاعب كرة قدم)
دانيال مور (بالإنجليزية: Daniel Moore)‏ (11 أكتوبر 1988 بإنفرنيس في المملكة المتحدة - ) هو لاعب كرة قدم بريطاني في مركز الدفاع. لعب مع نادي روس كاونتي وإلغين سيتي ‏ وNairn County F.C. ‏ ونادي بيترهيد ‏.

## وصلات خارجية
- دانيال مور على موقع قاعدة بيانات كرة القدم.إي يو (الإنجليزية)
- دانيال مور على موقع Soccerbase.com (لاعب) (الإنجليزية)